# Carles Gusi Poquet
Carles Gusi Poquet (Barcelona, 1953) és un director de fotografia català, nominat dos cops al Goya a la millor fotografia i guanyador d'un dels Premis de Cinematografia de la Generalitat de Catalunya.
Es va formar en la professió de manera autodidacta i es va iniciar en el cinema a començaments de la dècada del 1970 amb Antoni Padrós i Solanes i Tomàs Pladevall Fontanet. Després va continuar amb Carles Balagué i Antonio Chavarrías. Es va fer un nom quan va treballar amb Enrique Urbizu i els primers treballs de Julio Medem i Álex de la Iglesia. El 1993 guanyà el premi de Cinematografia de la Generalitat per Els de davant (1993) i Bufons i reis (1993). Pel seu treball a Te doy mis ojos fou candidat a la millor fotografia a les Medalles del Cercle d'Escriptors Cinematogràfics de 2003. Pel seu treball a Celda 211 fou nominat al Goya a la millor fotografia. I pel seu treball a El Niño fou nominat novament al Goya i va guanyar el Premi Gaudí a la millor fotografia.

## Filmografia (parcial)
- Nemo (1977-78)
- Manderley (1980);
- Denver (1980)
- Viva la Pepa! (Mel i mató) (1981)
- Yo, «el Vaquilla» (1985)
- Una ombra al jardí (1988),
- ¡Tu novia está loca! Una comedia feliz (1987)
- Todo por la pasta (1990)
- Vacas (1991)
- Acción mutante (1992)
- Tierra (1994)
- Un cos al bosc (1996)
- Mones com la Becky (1999)
- La Monyos (1995-96)
- La caja 507 (2002)
- El corazón del guerrero (1999)
- El robo más grande jamás contado (2002)
- La vida mancha (2002)
- Te doy mis ojos (2002)
- la caixa Kovak (2006)
- Celda 211 (2009)
- El Niño (2014)
- Quatretondeta (2016)
- Los Rodríguez y el más allá (2019)